# Sommer-Paralympics 2020/Teilnehmer (Schweiz)
| stlisierte Goldmedaille | stlisierte Silbermedaille | stlisierte Bronzemedaille |
| ----------------------- | ------------------------- | ------------------------- |
| 7                       | 4                         | 3                         |

Die Schweiz nominierte für die Paralympischen Spiele 2020 in Tokio (24. August bis 5. September 2021) eine aus 20 Sportlern bestehende Mannschaft.
Fahnenträger der Schweizer Paralympics-Mannschaft waren die Rollstuhlsportlerin Manuela Schär und der Leichtathlet Philipp Handler.
Nach der enttäuschenden Bilanz in Rio 2016 mit nur 5 Medaillen erreichte die Mannschaft mit 14 Medaillen wieder ein gutes Ergebnis.

## Medaillen

### Medaillenspiegel
| Medaillenspiegel Schweiz |                |      |        |        |        |
| Platz                    | Sportart       | Gold | Silber | Bronze | Gesamt |
| 1                        | Leichtathletik | 7    | 3      | 2      | 12     |
| 2                        | Radsport       | –    | 1      | –      | 1      |
| 3                        | Schwimmen      | –    | –      | 1      | 1      |
| Total                    | Total          | 7    | 4      | 3      | 14     |

### Medaillengewinner

#### Gold
| Name                | Sportart       | Wettbewerb         |
| ------------------- | -------------- | ------------------ |
| Marcel Hug          | Leichtathletik | 800 m (T54)        |
| Marcel Hug          | Leichtathletik | 1500 m (T53/T54)   |
| Marcel Hug          | Leichtathletik | 5000 m (T54/T54)   |
| Marcel Hug          | Leichtathletik | Marathon (T52–T54) |
| Manuela Schär       | Leichtathletik | 400 m (T54)        |
| Manuela Schär       | Leichtathletik | 800 m (T54)        |
| Catherine Debrunner | Leichtathletik | 400 m (T53)        |

#### Silber
| Name          | Sportart       | Wettbewerb          |
| ------------- | -------------- | ------------------- |
| Manuela Schär | Leichtathletik | 1500 m (T53/T54)    |
| Manuela Schär | Leichtathletik | 5000 m (T53/T54)    |
| Manuela Schär | Leichtathletik | Marathon (T53/T54)  |
| Heinz Frei    | Radsport       | Strassenrennen (H3) |

#### Bronze
| Name                | Sportart       | Wettbewerb          |
| ------------------- | -------------- | ------------------- |
| Catherine Debrunner | Leichtathletik | 800 m (T52/T53)     |
| Elena Kratter       | Leichtathletik | Weitsprung (T63)    |
| Nora Meister        | Schwimmen      | 400 m Freistil (S6) |

## Teilnehmer nach Sportart

### Badminton
| Athleten          | Klassifizierung | Wettbewerb | Rang |
| ----------------- | --------------- | ---------- | ---- |
| Cynthia Mathez    | WH1             | Einzel     | 7    |
| Cynthia Mathez    | WH1             | Doppel     | 4    |
| Karin Suter-Erath | WH1             | Einzel     | 5    |
| Karin Suter-Erath | WH1             | Doppel     | 4    |

### Dressursport
| Athleten      | Klassifizierung | Wettbewerb | Rang |
| ------------- | --------------- | ---------- | ---- |
| Nicole Geiger | GradeV          | Einzel     | 14   |

### Leichtathletik

#### Frauen
| Athleten            | Klassifizierung | Wettbewerb              | Zeit/Weite      | Rang   |
| ------------------- | --------------- | ----------------------- | --------------- | ------ |
| Catherine Debrunner | T53             | Rennrollstuhl: 100 m    | 17,18 s         | 6      |
| Catherine Debrunner | T53             | Rennrollstuhl: 400 m    | 56,18 s         | Gold   |
| Catherine Debrunner | T53             | Rennrollstuhl: 800 m    | 1:47,90 min     | Bronze |
| Patricia Eachus     | T54             | Rennrollstuhl: 800 m    | 1:58,64 min     | 10     |
| Patricia Eachus     | T54             | Rennrollstuhl: 1500 m   | 3:37,43 min     | 11     |
| Patricia Eachus     | T54             | Rennrollstuhl: 5000 m   | 11:42,76 min    | 10     |
| Patricia Eachus     | T54             | Rennrollstuhl: Marathon | 1:47:06 h       | 9      |
| Sofia Gonzalez      | T63             | 100 m                   | 16,38 s         | 7      |
| Sofia Gonzalez      | T63             | Weitsprung              | 3,96 m PB       | 8      |
| Elena Kratter       | T63             | 100 m                   | 15,07 s         | 5      |
| Elena Kratter       | T63             | Weitsprung              | 5,01 m PB       | Bronze |
| Manuela Schär       | T54             | Rennrollstuhl: 400 m    | 53,59 s         | Gold   |
| Manuela Schär       | T54             | Rennrollstuhl: 800 m    | 1:42,81 min PR  | Gold   |
| Manuela Schär       | T54             | Rennrollstuhl: 1500 m   | 3:28,01 min     | Silber |
| Manuela Schär       | T54             | Rennrollstuhl: 5000 m   | 11:00,50 min SB | Silber |
| Manuela Schär       | T54             | Rennrollstuhl: Marathon | 1:38:12 h       | Silber |

#### Männer
| Athleten        | Klassifizierung | Wettbewerb              | Zeit         | Rang |
| --------------- | --------------- | ----------------------- | ------------ | ---- |
| Beat Bösch      | T54             | Rennrollstuhl: 100 m    | 18,08 s      | 5    |
| Beat Bösch      | T54             | Rennrollstuhl: 400 m    | 1:05,10 min  | 9    |
| Philipp Handler | T13             | 100 m                   | 11,02 s      | 7    |
| Marcel Hug      | T54             | Rennrollstuhl: 800 m    | 1:33,68 min  | Gold |
| Marcel Hug      | T54             | Rennrollstuhl: 1500 m   | 2:49,55 min  | Gold |
| Marcel Hug      | T54             | Rennrollstuhl: 5000 m   | 10:29,90 min | Gold |
| Marcel Hug      | T54             | Rennrollstuhl: Marathon | 1:24:02 h    | Gold |

### Radsport

#### Frauen
| Athleten       | Klassifizierung | Wettbewerb     | Zeit         | Rang |
| -------------- | --------------- | -------------- | ------------ | ---- |
| Sandra Graf    | H1–H4           | Strassenrennen | +7:38 min    | 11   |
| Sandra Graf    | H4–H5           | Zeitfahren     | 55:45,74 min | 11   |
| Sandra Stöckli | H1–H4           | Strassenrennen | +3:34 min    | 9    |
| Sandra Stöckli | H4–H5           | Zeitfahren     | 52:44,91 min | 8    |

#### Männer
| Athleten          | Klassifizierung | Wettbewerb     | Zeit         | Rang   |
| ----------------- | --------------- | -------------- | ------------ | ------ |
| Tobias Fankhauser | H1–H2           | Strassenrennen | +33:32 min   | 4      |
| Tobias Fankhauser | H2              | Zeitfahren     | –            | DNF    |
| Heinz Frei        | H3              | Strassenrennen | +0           | Silber |
| Heinz Frei        | H2              | Zeitfahren     | 44:48,44 min | 7      |
| Fabian Recher     | H4              | Strassenrennen | +18:18 min   | 7      |
| Fabian Recher     | H2              | Zeitfahren     | –            | DNF    |

#### Mixed
| Athleten                                   | Klassifizierung | Wettbewerb | Zeit      | Rang |
| ------------------------------------------ | --------------- | ---------- | --------- | ---- |
| Tobias Fankhauser Heinz Frei Fabian Recher | H1 – H5         | Team Relay | 55:53 min | 7    |

### Schwimmen

#### Frau
| Athleten     | Klassifizierung | Wettbewerb                 | Zeit        | Rang   |
| ------------ | --------------- | -------------------------- | ----------- | ------ |
| Nora Meister | S6              | 100 m Rücken               | 1:24,52 min | 8      |
| Nora Meister | S6              | 400 m Freistil             | 5:19,67 min | Bronze |
| Nora Meister | S6              | 50 m Schmetterling Vorlauf | 0:41,97 min | 13     |
| Nora Meister | S6              | 50 m Freistil Vorlauf      | 35,68 s     | 10     |

#### Mann
| Athleten   | Klassifizierung | Wettbewerb             | Zeit        | Rang |
| ---------- | --------------- | ---------------------- | ----------- | ---- |
| Leo McCrea | SB5             | 100 m Brust            | 1:34,29 min | 5    |
| Leo McCrea | S6              | 400 m Freistil Vorlauf | 5:40,08 min | 11   |
| Leo McCrea | S6              | 100 m Freistil Vorlauf | 1:13,94 min | 16   |
| Leo McCrea | SM6             | 200 m Lagen Vorlauf    | 3:10,28 min | 15   |

### Sportschiessen
| Athleten       | Klassifizierung | Wettbewerb                   | Ringe | Rang |
| -------------- | --------------- | ---------------------------- | ----- | ---- |
| Nicole Häusler | SH2             | 10 m Luftgewehr stehend (R4) | 625,0 | 20   |
| Nicole Häusler | SH2             | 10 m Luftgewehr liegend (R5) | 633,1 | 13   |

### Tennis
| Athleten    | Wettbewerb | Rang        |
| ----------- | ---------- | ----------- |
| Nalani Buob | Einzel     | Achtelfinal |

### Tischtennis
| Athleten      | Wettbewerb | Rang        |
| ------------- | ---------- | ----------- |
| Silvio Keller | Einzel     | Achtelfinal |